# Bargloy
Bargloy is een plaats in de Duitse gemeente Wildeshausen, deelstaat Nedersaksen, en telt 85 inwoners.